# Celní správa

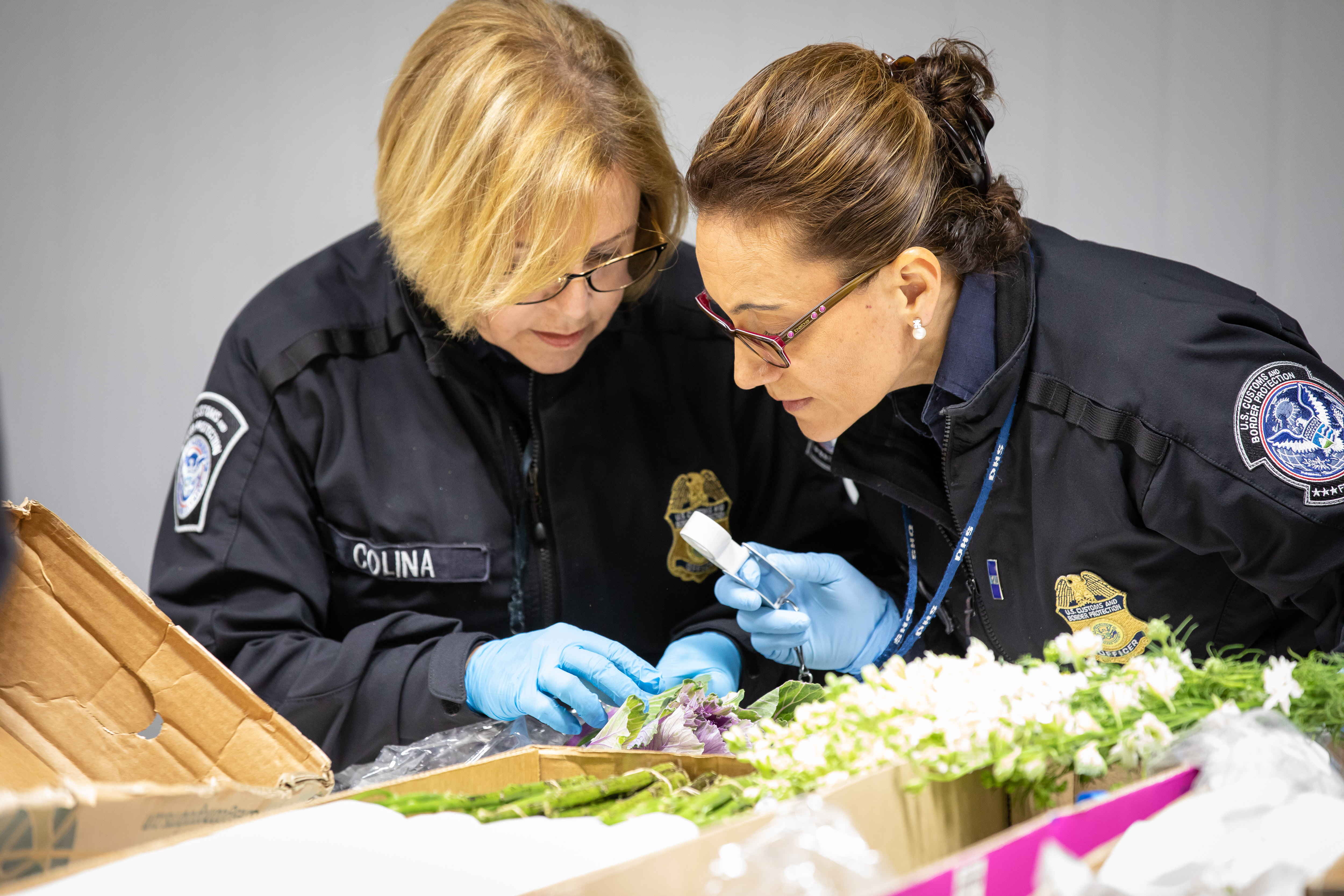
Celní správa

Celní správa je policejní orgán pro výběr cla a plní také další úkoly.

## Celní správy podle zemí
- Celní správa České republiky
- Celní správa Slovenské republiky (slovensky: Colná správa Slovenskej republiky)[1]
- Australian Customs Service – Austrálie
- Canada Border Services Agency – Kanada
- anglicky: Chinese Maritime Customs Service (1954–1912), Imperial Maritime Customs Service (1912–1949) – Čína a Tchaj-wan
- rusky: Федеральная таможенная служба Российской Федерации, ФТС России (anglicky: Federal Customs Service of Russia) – Rusko
- Guardia di Finanza – Itálie
- Her Majesty's Revenue and Customs – Spojené království
- New Zealand Customs Service – Nový Zéland
- U.S. Customs and Border Protection – USA
- Customs and Excise Department – Hong Kong